# باغ کنار
باغ کنار، روستایی از توابع بخش مرکزی شهرستان ارزوئیه در استان کرمان ایران است و شغل اصلی مردم این روستا کشاورزی و دامداری می باشد.

## جمعیت
این روستا در دهستان دهسرد قرار دارد و براساس سرشماری مرکز آمار ایران در سال ۱۳۸۵، جمعیت آن ۴۰ نفر (۱۰ خانوار) بوده‌است.و یورد قشلاقی طایفه غجه بئگلو از عصر ناصرالدین شاه قاجار تا کنون است که با گذشت بیش از ۱۵۰سال هنوز هم توسط نوادگان غجه بئگلوها اداره می‌شود و زبان آنها ترکی قشقایی است. 